# 浅井硝子
浅井硝子株式会社（あさいがらす、ASAI GLASS CO., LTD.）は、大阪府大阪市東住吉区杭全に本社を置く、化粧品容器及び酒瓶のメーカーである。

## 事業内容
主に小容量で特殊サイズの硝子製の瓶ならびに容器の製造をおこなう。中でも化粧品向けに非常に強く、ファンデーション用のみでおよそ1000近いロット数を持っている。
その他、酒瓶でも一升瓶ではない、主に容量が90mlから720mlタイプのものを多数製造しており、他にも瓶詰め食品や、マヨネーズや粉末調味料などの従来のタイプと違う容量の硝子容器を多く製造していることで知られる。

## 沿革
- 1940年（昭和15年）：初代社長・浅井伊三郎が瓶問屋、浅井硝子製瓶所を創業。
- 1950年（昭和25年）：東住吉区杭全一丁目に工場設立。硝子容器メーカーへ事業転換を行う。
- 1970年（昭和45年）：社名を浅井硝子株式会社へ変更。

歴代代表
- 初代 - 浅井伊三郎
- 二代目 - 浅井智行
- 三代目 - 浅井幸子
- 四代目 - 浅井勝彦（現 代表取締役社長）

## 事業所
- 本社 - 大阪市東住吉区杭全1-7-3
- 東京支社 - 東京都品川区東五反田1-7-10　アイオス五反田アネックス208
- 九州支社 - 熊本県上益城郡甲佐町早川字前田940-1
- 沖縄営業所 - 沖縄県豊見城市字翁長854-2　サクセスビル103

（※東京支社、九州支社、沖縄営業所には、ショールームが設けられている）

## 主要製品
- 化粧品ガラス容器、PET容器、ファンデーション容器
- 飲料用ボトル、食料・調味料用硝瓶/酒類瓶（清酒・焼酎、ワイン、ビール）、飲料水用瓶

## 加盟団体
- 社団法人大阪硝子工業会（役員監事）
- 西日本化粧品工業会（賛助会員）
- 大阪中小企業家同友会
- 特定非営利活動法人日本障害者競技支援協会

## 同業他社
- 石堂硝子株式会社
- 磯矢硝子工業株式会社
- 大阪硝子株式会社
- 大阪精工硝子株式会社
- 株式会社グラセル（旧大阪硬質硝子㈱）
- 興亜硝子株式会社
- 東京硝子株式会社
- 株式会社宮本